# Generation of Love
«Generation of Love» — четвертий студійний альбом гурту Masterboy, випущений у 1995 році.

## Трек-лист
У червні 1995 року гурт випустив свій новий сингл «Generation Of Love» у Франції та Німеччині. Кліп на пісню було знято у Лондоні. Сингл досяг 16-го місця в німецьких чартах і протримався там кілька тижнів. У Франції він досяг 8-го місця в Топ-100. Він також потрапив до Топ-20 в Австрії, Швеції (№20), Швейцарії (№19) та Бельгії. У 1995 році гурт гастролював по Франції з гуртом East 17.
Альбом вийшов наприкінці року. Він був записаний у Вальдорфі. У записі також брав участь хор Гейдельберзької баптистської церкви. Слова пісень написали Енріко Цеблер та Томмі Шлех.
З альбому було випущено ще 3 сингли, зокрема «Baby Let It Be», який також увійшов до наступного альбому «Colours» (останній був записаний разом з Ліндою Рокко після того, як вокалістка Тріксі Дельгадо покинула Masterboy).

## Зовнішні посилання
- Інформація на вебсайті Discogs